# SK Zestafoni
El SK Zestafoni és un club de futbol de Geòrgia, de la ciutat de Zestafoni.
Va ser fundat el 18 de juny de 2004. Els seus antecedents daten del 1937. L'evolució del nom ha estat:
- 1937-1989: Metalurgi Zestafoni
- 1990-2000: Margveti Zestafoni
- 1999-2004: Metalurgi Zestafoni
- 2004-avui: SK Zestafoni

## Palmarès
- Lliga georgiana de futbol (2):
  - 2010-11, 2011-12
- Copa georgiana de futbol (1):
  - 2008
- Supercopa georgiana de futbol (2):
  - 2011, 2012